# لیوانته
لیوانته (انگلیسی: Levante) شرکت پوشاک ایتالیایی است، که در سال ۱۹۶۹ تأسیس شد.